# Хоум Фарм
«Хо́ум Фарм» (англ. Home Farm) — ирландский футбольный клуб из района Уайтхолл города Дублин, в настоящий момент выступает лишь в молодёжных и любительских турнирах. Клуб основан в 1928 году, в ирландской лиге играл с момента поглощения клуба «Драмкондра» в 1972 году. Домашние матчи проводит на стадионе «Уайтхолл Стэдиум», в период с 1970 по 1989 годы играл на стадионе «Толка Парк». Главным достижением «Хоум Фарм» является победа в кубке Ирландии в 1975 году. В 1999 году у клуба начались финансовые трудности и он разделился на два клуба, «Хоум Фарм» стал выступать лишь на молодёжном и любительском уровне, а выделившийся из него «Хоум Фарм Фингал» (переименованный в дальнейшем в «Дублин Сити») продолжил выступать в профессиональной лиге. «Хоум Фарм» славится своей футбольной школой, одной из сильнейших в Ирландии.

## Достижения
- Обладатель Кубка Ирландии (1): 1975.
- Обладатель Молочного кубка (1): 1988.

## Выступления в еврокубках
| Сезон   | Турнир       | Раунд |              | Клуб | Счёт     |
| ------- | ------------ | ----- | ------------ | ---- | -------- |
| 1975/76 | Кубок кубков | 1R    | Флаг Франции | Ланс | 1:1, 0:6 |

- 1R — первый раунд.